# De Morgen
De Morgen (Le Matin) est un quotidien belge néerlandophone créé en 1978.

## Description
Ce journal quotidien généraliste néerlandophone, distribué par le groupe De Persgroep, est le successeur des quotidiens socialistes Volksgazet et Vooruit.  Son orientation socialiste est aujourd'hui moins marquée.
Avec De Standaard, De Morgen est l'autre journal de référence flamand.